# Bjørn Rasmussen (forfatter)
 For alternative betydninger, se Bjørn Rasmussen (flertydig). (Se også artikler, som begynder med Bjørn Rasmussen)
Bjørn Rasmussen (født 10. januar 1983 i Balleby) er en dansk forfatter og dramatiker, der er kendt for sin grænsesøgende og eksperimenterende tilgang til litteraturen. 
Han er blevet beskrevet som ”en af 2010’ernes helt centrale stemmer i dansk litteratur. […] der er få, der som Bjørn Rasmussen kan skrive det skrøbelige, det destruktive, det rasende, det utilpassede og ikke mindst oplevelsen af at være i kroppens vold.”

## Biografi
Bjørn Rasmussens forældre havde en rideskole i Vestjylland, og sammen med temaer som seksualitet, psykisk sårbarhed og kropslighed er også menneskers relationer til heste og hunde et genkommende motiv i hans forfatterskab. 
Han er uddannet fra Dramatikeruddannelsen i 2007 og Forfatterskolen i 2011.

## Udgivelser
Bjørn Rasmussen romandebuterede i 2011 med Huden er det elastiske hylster der omgiver hele legemet, en fortælling om en teenagedrengs intense og seksuelle forhold til en betydeligt ældre mandlig rideinstruktør. Bogen blev belønnet med Montanas Litteraturpris samme år.
I 2013 udgav han romanen Pynt, der skildrer en ung skuespillerindes kamp med spiseforstyrrelser og psykisk sygdom. To år senere fulgte han op med digtsamlingen Ming, som blev nomineret til Nordisk Råds Litteraturpris i 2016.
Digtsamlingen Forgabt (2021) modtog Blixenprisen for årets digtsamling i 2022. Fiskesonetterne (2023) er en sonetkrans om kærlighed og sorg centreret omkring hunden Fiske.
I 2024 udkom hestepigeromanen Kirstens hævn om 14-årige Kirsten der planlægger at slå sin stedfar ihjel. Den blev anmeldt til seks stjerner i Politiken. Bogen er solgt til udgivelse i en række lande og er også solgt til filmatisering.

## Priser og anerkendelser
- Montanaprisen (2011)
- Statens Kunstfonds treårige arbejdslegat (2013)
- KulturBornholms Litteraturpris (2014)
- Nominering til Nordisk Råds Pris (2016)
- EU’s litteraturpris (2016)
- Blixenprisen, årets digtsamling (2022)
- Beatrice-prisen (2023)